# 42 Dugg
42 Dugg, pseudonimo di Dion Marquise Hayes (Detroit, 25 novembre 1995), è un rapper statunitense.
Nel 2019 ha firmato un accordo con il Collective Music Group di Yo Gotti, con la 4PF di Lil Baby e con l'Empire Distribution. Ha raggiunto la fama nel 2020 grazie alla sua collaborazione con Lil Baby We Paid, che ha raggiunto la decima posizione della Billboard Hot 100. Il suo quarto mixtape, Free Dem Boyz, ha raggiunto l'ottava posizione della Billboard 200.

## Discografia

### Album in studio
- 2024 – 4eva Us Neva Them

### EP
- 2018 – 11241 Wayburn, Pt. 2

### Mixtape
- 2018 – 11241 Wayburn
- 2019 – Young and Turnt
- 2020 – Young & Turnt, Vol. 2
- 2021 – Free Dem Boyz
- 2022 – Last Ones Left (con EST Gee)

### Singoli

#### Come artista principale
- 2018 – The Streets (con Babyface Ray)
- 2018 – Real Talk
- 2019 – Tripping
- 2019 – You Da One (con Yo Gotti)
- 2019 – Bounce Back (con Yo Gotti)
- 2020 – Palm Angels in the Sky
- 2020 – Hard Times
- 2020 – Free Merey
- 2020 – Baggin' (con Marshmello)
- 2020 – Shining (con LSB Kee'vin)
- 2020 – Free Me
- 2021 – 4 da Gang (con Roddy Ricch)
- 2021 – Maybach (feat. Future)

#### Come artista ospite
- 2020 – Solid (Yella Breezy feat. 42 Dugg)
- 2021 – Money Long (DDG e OG Parker feat. 42 Dugg)